# 24 uur van Le Mans 1993

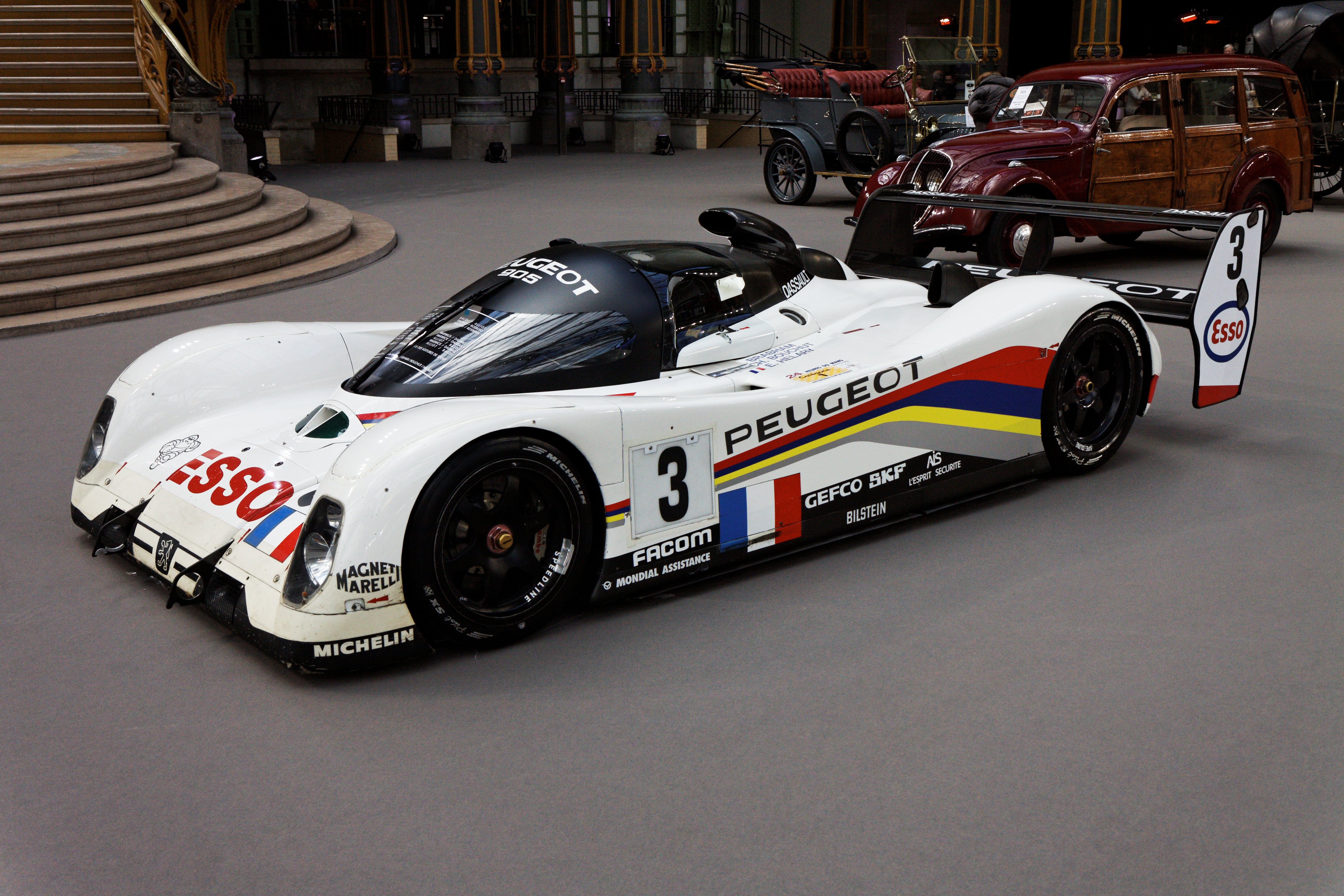
De winnende auto: de Peugeot 905 Evo 1B #3.

De 24 uur van Le Mans 1993 was de 61e editie van deze endurancerace. De race werd verreden op 19 en 20 juni 1993 op het Circuit de la Sarthe nabij Le Mans, Frankrijk.
De race werd gewonnen door de Peugeot Talbot Sport #3 van Éric Hélary, Christophe Bouchut en Geoff Brabham. Zij behaalden allemaal hun enige Le Mans-zege. De C2-klasse werd gewonnen door de Y's Racing Team/SARD Co. Ltd. #22 van Roland Ratzenberger, Mauro Martini en Naoki Nagasaka. De GT-klasse werd gewonnen door de Monaco Media International/Larbre Compétition #47 van Joël Gouhier, Jürgen Barth en Dominique Dupuy. Oorspronkelijk was de TWR Jaguar Racing van John Nielsen, David Brabham en David Coulthard de winnaar van deze klasse, maar een maand na de race werd deze gediskwalificeerd omdat er geen driewegkatalysator in de auto aanwezig was. De LMP-klasse werd gewonnen door de Welter Racing #33 van Patrick Gonin, Bernard Santal en Alain Lamouille.

## Race
Winnaars in hun klasse zijn vetgedrukt.
| Pos. | Klasse | No. | Team                                          | Coureurs                                                 | Chassis                            | Banden | Ronden |
| Pos. | Klasse | No. | Team                                          | Coureurs                                                 | Motor                              | Banden | Ronden |
| ---- | ------ | --- | --------------------------------------------- | -------------------------------------------------------- | ---------------------------------- | ------ | ------ |
| 1    | C1     | 3   | Peugeot Talbot Sport                          | Éric Hélary Christophe Bouchut Geoff Brabham             | Peugeot 905 Evo 1B                 | M      | 375    |
| 1    | C1     | 3   | Peugeot Talbot Sport                          | Éric Hélary Christophe Bouchut Geoff Brabham             | Peugeot SA35 3.5L V10              | M      | 375    |
| 2    | C1     | 1   | Peugeot Talbot Sport                          | Thierry Boutsen Yannick Dalmas Teo Fabi                  | Peugeot 905 Evo 1B                 | M      | 374    |
| 2    | C1     | 1   | Peugeot Talbot Sport                          | Thierry Boutsen Yannick Dalmas Teo Fabi                  | Peugeot SA35 3.5L V10              | M      | 374    |
| 3    | C1     | 2   | Peugeot Talbot Sport                          | Philippe Alliot Mauro Baldi Jean-Pierre Jabouille        | Peugeot 905 Evo 1B                 | M      | 367    |
| 3    | C1     | 2   | Peugeot Talbot Sport                          | Philippe Alliot Mauro Baldi Jean-Pierre Jabouille        | Peugeot SA35 3.5L V10              | M      | 367    |
| 4    | C1     | 36  | Toyota Team Tom's                             | Eddie Irvine Toshio Suzuki Masanori Sekiya               | Toyota TS010                       | M      | 364    |
| 4    | C1     | 36  | Toyota Team Tom's                             | Eddie Irvine Toshio Suzuki Masanori Sekiya               | Toyota RV10 3.5L V10               | M      | 364    |
| 5    | C2     | 22  | Y's Racing Team SARD Co. Ltd.                 | Roland Ratzenberger Mauro Martini Naoki Nagasaka         | Toyota 93C-V                       | D      | 363    |
| 5    | C2     | 22  | Y's Racing Team SARD Co. Ltd.                 | Roland Ratzenberger Mauro Martini Naoki Nagasaka         | Toyota R36V 3.6L Turbo V8          | D      | 363    |
| 6    | C2     | 25  | Nisso Trust Racing Team                       | George Fouché Eje Elgh Steven Andskär                    | Toyota 93C-V                       | D      | 358    |
| 6    | C2     | 25  | Nisso Trust Racing Team                       | George Fouché Eje Elgh Steven Andskär                    | Toyota R36V 3.6L Turbo V8          | D      | 358    |
| 7    | C2     | 21  | Obermaier Racing GmbH                         | Otto Altenbach Jürgen Oppermann Loris Kessel             | Porsche 962C                       | G      | 355    |
| 7    | C2     | 21  | Obermaier Racing GmbH                         | Otto Altenbach Jürgen Oppermann Loris Kessel             | Porsche Type-935 3.0L Turbo Flat-6 | G      | 355    |
| 8    | C1     | 38  | Toyota Team Tom's                             | Geoff Lees Jan Lammers Juan Manuel Fangio II             | Toyota TS010                       | M      | 353    |
| 8    | C1     | 38  | Toyota Team Tom's                             | Geoff Lees Jan Lammers Juan Manuel Fangio II             | Toyota RV10 3.5L V10               | M      | 353    |
| 9    | C2     | 18  | Joest Porsche Racing                          | Bob Wollek Henri Pescarolo Ronny Meixner                 | Porsche 962C                       | G      | 351    |
| 9    | C2     | 18  | Joest Porsche Racing                          | Bob Wollek Henri Pescarolo Ronny Meixner                 | Porsche Type-935 3.0L Turbo Flat-6 | G      | 351    |
| 10   | C2     | 14  | Courage Compétition                           | Derek Bell Lionel Robert Pascal Fabre                    | Courage C30LM                      | G      | 347    |
| 10   | C2     | 14  | Courage Compétition                           | Derek Bell Lionel Robert Pascal Fabre                    | Porsche Type-935 3.0L Turbo Flat-6 | G      | 347    |
| 11   | C2     | 13  | Courage Compétition                           | Pierre Yver Jean-Louis Ricci Jean-François Yvon          | Courage C30LM                      | G      | 343    |
| 11   | C2     | 13  | Courage Compétition                           | Pierre Yver Jean-Louis Ricci Jean-François Yvon          | Porsche Type-935 3.0L Turbo Flat-6 | G      | 343    |
| 12   | C2     | 10  | Porsche Kremer Racing                         | Jürgen Lässig Giovanni Lavaggi Wayne Taylor              | Porsche 962CK6                     | D      | 328    |
| 12   | C2     | 10  | Porsche Kremer Racing                         | Jürgen Lässig Giovanni Lavaggi Wayne Taylor              | Porsche Type-935 3.0L Turbo Flat-6 | D      | 328    |
| 13   | C2     | 11  | Porsche Kremer Racing                         | Andy Evans Tomás Saldaña François Migault                | Porsche 962CK6                     | D      | 316    |
| 13   | C2     | 11  | Porsche Kremer Racing                         | Andy Evans Tomás Saldaña François Migault                | Porsche Type-935 3.0L Turbo Flat-6 | D      | 316    |
| 14   | C2     | 23  | Team Guy Chotard                              | Denis Morin Didier Caradec Alain Sturm                   | Porsche 962C                       | G      | 308    |
| 14   | C2     | 23  | Team Guy Chotard                              | Denis Morin Didier Caradec Alain Sturm                   | Porsche Type-935 3.0L Turbo Flat-6 | G      | 308    |
| 15   | GT     | 47  | Monaco Media International Larbre Compétition | Joël Gouhier Jürgen Barth Dominique Dupuy                | Porsche 911 Carrera RSR            | P      | 304    |
| 15   | GT     | 47  | Monaco Media International Larbre Compétition | Joël Gouhier Jürgen Barth Dominique Dupuy                | Porsche 3.8L Flat-6                | P      | 304    |
| 16   | GT     | 78  | Jack Leconte Larbre Compétition               | Jesús Pareja Jack Leconte Pierre de Thoisy               | Porsche 911 Carrera RSR            | G      | 301    |
| 16   | GT     | 78  | Jack Leconte Larbre Compétition               | Jesús Pareja Jack Leconte Pierre de Thoisy               | Porsche 3.8L Flat-6                | G      | 301    |
| 17   | GT     | 65  | Heico Dienstleistungen                        | Ulrich Richter Dirk Rainer Ebeling Karl-Heinz Wlazik     | Porsche 911 Carrera RSR            | Y      | 299    |
| 17   | GT     | 65  | Heico Dienstleistungen                        | Ulrich Richter Dirk Rainer Ebeling Karl-Heinz Wlazik     | Porsche 3.8L Flat-6                | Y      | 299    |
| 18   | GT     | 77  | Scuderia Chicco d'Oro                         | Claude Haldi Olivier Haberthur Charles Margueron         | Porsche 911 Carrera RSR            | P      | 299    |
| 18   | GT     | 77  | Scuderia Chicco d'Oro                         | Claude Haldi Olivier Haberthur Charles Margueron         | Porsche 3.8L Flat-6                | P      | 299    |
| 19   | GT     | 62  | Konrad Motorsport                             | Franz Konrad Jun Harada Antônio Hermann                  | Porsche 911 Carrera RS             | Y      | 293    |
| 19   | GT     | 62  | Konrad Motorsport                             | Franz Konrad Jun Harada Antônio Hermann                  | Porsche 3.8L Flat-6                | Y      | 293    |
| 20   | C2     | 24  | Graff Racing                                  | Jean-Bernard Bouvet Richard Balandras Bruno Miot         | Spice SE89C                        | G      | 288    |
| 20   | C2     | 24  | Graff Racing                                  | Jean-Bernard Bouvet Richard Balandras Bruno Miot         | Ford Cosworth DFL 3.3L V8          | G      | 288    |
| 21   | GT     | 66  | Mühlbauer Motorsport                          | Gustl Spreng Sandro Angelastri Fritz Müller              | Porsche 911 Carrera RS             | P      | 276    |
| 21   | GT     | 66  | Mühlbauer Motorsport                          | Gustl Spreng Sandro Angelastri Fritz Müller              | Porsche 3.6L Flat-6                | P      | 276    |
| 22   | GT     | 40  | Obermaier Racing GmbH                         | Philippe Olczyk Josef Prechtl Gerard Dillmann            | Porsche 911 Carrera 2 Cup          | P      | 274    |
| 22   | GT     | 40  | Obermaier Racing GmbH                         | Philippe Olczyk Josef Prechtl Gerard Dillmann            | Porsche 3.8L Flat-6                | P      | 274    |
| 23   | GT     | 55  | Agusta Racing                                 | Onofrio Russo Rocky Agusta Paolo Mondini                 | Venturi 500LM                      | D      | 274    |
| 23   | GT     | 55  | Agusta Racing                                 | Onofrio Russo Rocky Agusta Paolo Mondini                 | Renault PRV 3.0L Turbo V6          | D      | 274    |
| 24   | LMP    | 33  | Welter Racing                                 | Patrick Gonin Bernard Santal Alain Lamouille             | WR LM93                            | M      | 268    |
| 24   | LMP    | 33  | Welter Racing                                 | Patrick Gonin Bernard Santal Alain Lamouille             | Peugeot 2.0L Turbo I4              | M      | 268    |
| 25   | GT     | 57  | Écurie Toison d'Or                            | Marc Duez Éric Bachelart Philip Verellen                 | Venturi 500LM                      | D      | 267    |
| 25   | GT     | 57  | Écurie Toison d'Or                            | Marc Duez Éric Bachelart Philip Verellen                 | Renault PRV 3.0L Turbo V6          | D      | 267    |
| 26   | GT     | 49  | Team Paduwa                                   | Bruno Ilien Alain Gadal Bernard Robin                    | Porsche 911 Carrera 2 Cup          | D      | 266    |
| 26   | GT     | 49  | Team Paduwa                                   | Bruno Ilien Alain Gadal Bernard Robin                    | Porsche 3.6L Flat-6                | D      | 266    |
| 27   | GT     | 70  | Éric Graham                                   | Pascal Witmeur Michel Neugarten Jacques Tropenat         | Venturi 500LM                      | D      | 262    |
| 27   | GT     | 70  | Éric Graham                                   | Pascal Witmeur Michel Neugarten Jacques Tropenat         | Renault PRV 3.0L Turbo V6          | D      | 262    |
| 28   | GT     | 91  | Alain Lamouille                               | Patrice Roussel Édouard Sezionale Hervé Rohée            | Venturi 500LM                      | D      | 246    |
| 28   | GT     | 91  | Alain Lamouille                               | Patrice Roussel Édouard Sezionale Hervé Rohée            | Renault PRV 3.0L Turbo V6          | D      | 246    |
| 29   | GT     | 92  | BBA Compétition                               | Jean-Luc Maury-Laribière Michel Krine Patrick Camus      | Venturi 500LM                      | D      | 243    |
| 29   | GT     | 92  | BBA Compétition                               | Jean-Luc Maury-Laribière Michel Krine Patrick Camus      | Renault PRV 3.0L Turbo V6          | D      | 243    |
| 30   | LMP    | 35  | Sport & Immagine SRL                          | Fabio Magnani Luigi Taverna Roberto Ragazzi              | Lucchini SP91                      | P      | 221    |
| 30   | LMP    | 35  | Sport & Immagine SRL                          | Fabio Magnani Luigi Taverna Roberto Ragazzi              | Alfa Romeo 3.0L V6                 | P      | 221    |
| DNF  | C2     | 17  | Joest Porsche Racing                          | Manuel Reuter Frank Jelinski "John Winter"               | Porsche 962C                       | G      | 282    |
| DNF  | C2     | 17  | Joest Porsche Racing                          | Manuel Reuter Frank Jelinski "John Winter"               | Porsche Type-935 3.0L Turbo Flat-6 | G      | 282    |
| DNF  | LMP    | 34  | Didier Bonnet Racing                          | Yvan Muller Gérard Tremblay Georges Tessier              | Debora SP93                        | P      | 259    |
| DNF  | LMP    | 34  | Didier Bonnet Racing                          | Yvan Muller Gérard Tremblay Georges Tessier              | Alfa Romeo 3.0L V6                 | P      | 259    |
| DNF  | C1     | 37  | Toyota Team Tom's                             | Pierre-Henri Raphanel Kenny Acheson Andy Wallace         | Toyota TS010                       | M      | 212    |
| DNF  | C1     | 37  | Toyota Team Tom's                             | Pierre-Henri Raphanel Kenny Acheson Andy Wallace         | Toyota RV10 3.5L V10               | M      | 212    |
| DNF  | GT     | 71  | Jacadi Racing                                 | Jacques Laffite Michel Maisonneuve Christophe Dechavanne | Venturi 500LM                      | D      | 210    |
| DNF  | GT     | 71  | Jacadi Racing                                 | Jacques Laffite Michel Maisonneuve Christophe Dechavanne | Renault PRV 3.0L Turbo V6          | D      | 210    |
| DNF  | C2     | 15  | Porsche Kremer Racing                         | Almo Coppelli Robin Donovan Steve Fossett                | Porsche 962CK6                     | D      | 204    |
| DNF  | C2     | 15  | Porsche Kremer Racing                         | Almo Coppelli Robin Donovan Steve Fossett                | Porsche Type-935 3.0L Turbo Flat-6 | D      | 204    |
| DNF  | GT     | 52  | TWR Jaguar Racing                             | Paul Belmondo Jay Cochran Andreas Fuchs                  | Jaguar XJ220                       | D      | 176    |
| DNF  | GT     | 52  | TWR Jaguar Racing                             | Paul Belmondo Jay Cochran Andreas Fuchs                  | Jaguar JV6 3.5L Turbo V6           | D      | 176    |
| DNF  | C2     | 28  | Roland Bassaler                               | Roland Bassaler Patrick Bourdais Jean-Louis Capette      | Sauber SHS C6                      | G      | 166    |
| DNF  | C2     | 28  | Roland Bassaler                               | Roland Bassaler Patrick Bourdais Jean-Louis Capette      | BMW M88 3.5L I6                    | G      | 166    |
| DNF  | GT     | 44  | Lotus Sport Chamberlain Engineering           | Richard Piper Olindo Iacobelli Ferdinand de Lesseps      | Lotus Esprit S300                  | D      | 162    |
| DNF  | GT     | 44  | Lotus Sport Chamberlain Engineering           | Richard Piper Olindo Iacobelli Ferdinand de Lesseps      | Lotus 2.2L Turbo I4                | D      | 162    |
| DNF  | C2     | 27  | Chamberlain Engineering                       | Andy Petery Nick Adams Hervé Regout                      | Spice SE89C                        | G      | 137    |
| DNF  | C2     | 27  | Chamberlain Engineering                       | Andy Petery Nick Adams Hervé Regout                      | Ford Cosworth DFZ 3.5L V8          | G      | 137    |
| DNF  | C2     | 12  | Courage Compétition                           | Tomiko Yoshikawa Carlos Moran Alessandro Gini            | Courage C30LM                      | G      | 108    |
| DNF  | C2     | 12  | Courage Compétition                           | Tomiko Yoshikawa Carlos Moran Alessandro Gini            | Porsche Type-935 3.0L Turbo Flat-6 | G      | 108    |
| DNF  | GT     | 45  | Lotus Sport Chamberlain Engineering           | Yojiro Terada Peter Hardman Thorkild Thyrring            | Lotus Esprit S300                  | D      | 92     |
| DNF  | GT     | 45  | Lotus Sport Chamberlain Engineering           | Yojiro Terada Peter Hardman Thorkild Thyrring            | Lotus 2.2L Turbo I4                | D      | 92     |
| DNF  | GT     | 56  | Stéphane Ratel                                | Costas Los Johannes Bardutt Claude Brana                 | Venturi 500LM                      | D      | 80     |
| DNF  | GT     | 56  | Stéphane Ratel                                | Costas Los Johannes Bardutt Claude Brana                 | Renault PRV 3.0L Turbo V6          | D      | 80     |
| DNF  | GT     | 46  | Le Mans Porsche Team                          | Walter Röhrl Hans-Joachim Stuck Hurley Haywood           | Porsche 911 Turbo S LM-GT          | G      | 79     |
| DNF  | GT     | 46  | Le Mans Porsche Team                          | Walter Röhrl Hans-Joachim Stuck Hurley Haywood           | Porsche 3.2L Turbo Flat-6          | G      | 79     |
| DNF  | GT     | 76  | Cartronic Motorsport                          | Enzo Calderari Luigino Pagotto Lilian Bryner             | Porsche 911 Carrera 2 Cup          | P      | 64     |
| DNF  | GT     | 76  | Cartronic Motorsport                          | Enzo Calderari Luigino Pagotto Lilian Bryner             | Porsche 3.6L Flat-6                | P      | 64     |
| DNF  | GT     | 48  | Team Paduwa                                   | Harald Grohs Jean-Paul Libert Didier Theys               | Porsche 911 Carrera 2 Cup          | D      | 8      |
| DNF  | GT     | 48  | Team Paduwa                                   | Harald Grohs Jean-Paul Libert Didier Theys               | Porsche 3.6L Flat-6                | D      | 8      |
| DNF  | GT     | 51  | TWR Jaguar Racing                             | Armin Hahne Win Percy David Leslie                       | Jaguar XJ220                       | D      | 6      |
| DNF  | GT     | 51  | TWR Jaguar Racing                             | Armin Hahne Win Percy David Leslie                       | Jaguar JV6 3.5L Turbo V6           | D      | 6      |
| DSQ  | GT     | 50  | TWR Jaguar Racing                             | John Nielsen David Brabham David Coulthard               | Jaguar XJ220                       | D      | 306    |
| DSQ  | GT     | 50  | TWR Jaguar Racing                             | John Nielsen David Brabham David Coulthard               | Jaguar JV6 3.5L Turbo V6           | D      | 306    |
| DNS  | GT     | 72  | Simpson Engineering                           | Robin Smith Stefano Sebastiani Tetsuya Ota               | Ferrari 348 LM                     | P      | 0      |
| DNS  | GT     | 72  | Simpson Engineering                           | Robin Smith Stefano Sebastiani Tetsuya Ota               | Ferrari 3.4L V8                    | P      | 0      |
| DNS  | GT     | 41  | Obermaier Racing GmbH                         | Ruggero Grassi Sergio Brambilla Renato Mastropietro      | Porsche 964 Carrera 2 Cup          | P      | 0      |
| DNS  | GT     | 41  | Obermaier Racing GmbH                         | Ruggero Grassi Sergio Brambilla Renato Mastropietro      | Porsche 3.6L F6                    | P      | 0      |

1923 · 1924 · 1925 · 1926 · 1927 · 1928 · 1929 · 1930 · 1931 · 1932 · 1933 · 1934 · 1935 · 1936 · 1937 · 1938 · 1939 · 1940 - 1948 · 1949 · 1950 · 1951 · 1952 · 1953 · 1954 · 1955 (Ramp) · 1956 · 1957 · 1958 · 1959 · 1960 · 1961 · 1962 · 1963 · 1964 · 1965 · 1966 · 1967 · 1968 · 1969 · 1970 · 1971 · 1972 · 1973 · 1974 · 1975 · 1976 · 1977 · 1978 · 1979 · 1980 · 1981 · 1982 · 1983 · 1984 · 1985 · 1986 · 1987 · 1988 · 1989 · 1990 · 1991 · 1992 · 1993 · 1994 · 1995 · 1996 · 1997 · 1998 · 1999 · 2000 · 2001 · 2002 · 2003 · 2004 · 2005 · 2006 · 2007 · 2008 · 2009 · 2010 · 2011 · 2012 · 2013 · 2014 · 2015 · 2016 · 2017 · 2018 · 2019 · 2020 · 2021 · 2022 · 2023 · 2024